# 峨堡古城
峨堡古城，位于中国青海省祁连县峨堡镇，2008年4月10日被列为青海省第八批省级文物保护单位，类型为古遗址。
峨堡古城的历史年代为元朝。